# Zitenga
Zitenga è un dipartimento del Burkina Faso classificato come comune, situato nella Provincia di Oubritenga, facente parte della Regione dell'Altopiano Centrale.
Il dipartimento si compone del capoluogo e di altri 46 villaggi: Andem, Bagtenga, Barkoundouba-Mossi, Bendogo, Bissiga-Mossi, Bissiga-Yarcé, Boalla, Dayagretenga, Dimianema, Itaoré, Kogmasgo, Kolgdiessé, Kologkom, Komnogo, Lallé, Leléxé, Lemnogo, Nagtaoli, Nambéguian, Nioniokodogo-Mossi, Nioniokodogo-Peulh, Nioniopalogo, Nonghin, Ouatinoma, Pedemtenga, Poédogo, Sadaba, Samtenga, Souka, Tamasgo, Tampanga, Tampelga, Tampouy-Silmimossé, Tampouy-Yarcé, Tanghin, Tanghin-Kossodo-Peulh, Tankounga, Tanlili, Tiba, Toanda, Yamana, Yanga, Yargo, Zakin e Zéguédéguin.